# Massimiliano Virgilio
Massimiliano Virgilio (Napoli, 8 febbraio 1979) è uno scrittore italiano.

## Biografia
Vive a Napoli, dove si è laureato in Scienze dell'Educazione e ha lavorato per diversi anni come operatore sociale prima di dedicarsi alla scrittura, alla sceneggiatura e al giornalismo. 
L'esordio letterario avviene nel 2008, con il romanzo Più male che altro pubblicato da Rizzoli (finalista al Premio Zocca e al Libro Fahrenheit dell'anno). Nel 2009 ha pubblicato per Laterza, nella collana Contromano, il libro Porno ogni giorno. Viaggio nei corpi di Napoli. Nel 2013 ha curato, per Elliot, l'antologia di racconti Scrittori Fantasma. Nel 2014, con Rizzoli, pubblica il romanzo Arredo casa e poi m'impicco (Premio Arena). Nel marzo 2017 è uscito, sempre per Rizzoli, il romanzo L'americano, vincitore del Premio Porta d'Oriente e finalista al Premio Cortina, tradotto in Russia, Giappone e Cina, dove è stato il caso editoriale del 2019 . Nel 2020 è uscito il romanzo Le creature (Rizzoli), nel 2023 è stato pubblicato Il tempo delle stelle (Rizzoli). Il suo ultimo romanzo è Luci sulla città - Un'inchiesta per Matilde Serao (Feltrinelli) dedicato alla figura della scrittrice e giornalista Matilde Serao.
Dal 2011 al 2019 è stato tra gli organizzatori del festival letterario Un'Altra Galassia. È redattore della trasmissione Zazà su Rai Radio3, scrive per il Corriere del Mezzogiorno e il Corriere della Sera, in passato ha scritto per 7 - Sette il magazine del Corriere della Sera, il Venerdì di Repubblica, il Mattino e dal 2016 al 2021 è stato responsabile dell'area cultura del sito Fanpage.it. Insegna scrittura creativa alla Scuola Holden e sceneggiatura alla Pigrecoemme Scuola di Cinema. Al cinema ha collaborato alla sceneggiatura con registi quali Marco Tullio Giordana, Bruno Oliviero, Nicolangelo Gelormini e Marcello Sannino. Scrive documentari e docu-series per la televisione. 

## Opere

### Romanzi
- 2008 - Più male che altro, Rizzoli
- 2014 - Arredo casa e poi m'impicco, Rizzoli
- 2017 - L'americano, Rizzoli, nel 2020 edito da BUR Biblioteca Univ. Rizzoli
- 2020 - Le creature, Rizzoli
- 2023 - Il tempo delle stelle, Rizzoli
- 2024 - Luci sulla città. Un'inchiesta per Matilde Serao, Feltrinelli

### Reportage narrativo
- 2009 -  Porno ogni giorno. Viaggio nei corpi di Napoli, Laterza
- 2015 -  Una città dove si ammazzano i ragazzini, Edizioni dell'Asino, con Maurizio Braucci, Giovanni Zoppoli e Chiara Ciccarelli
- 2019 - Bloody money, Paper First

### Sceneggiatura
- I due soldati di Marco Tullio Giordana
- Nato a Casal di Principe di Bruno Oliviero
- Ladri di cardellini di Carlo Luglio
- Rosa pietra stella di Marcello Sannino (soggetto)
- Fortuna di Nicolangelo Gelormini

### Documentari
- Il sequestro Dozier. Un’operazione perfetta (Sky/Dazzle, 2022)
- La modella assassina. La storia di Rosa Della Corte (A&E Networks/DeepInto, 2022)
- Nel nome del padre. Il caso Cirillo (Rai/Deepinto, 2023)

### Teatro
- Dimensione affettiva di King Kong  di Francesco Saponaro, con Nicoletta Braschi
- Il fatto più bello con Rosaria De Cicco (testo presente nel volume Quattro mamme scelte a caso, Caracò Editore)

### Podcast
- Acca Larentia di Valentina Mira (dal libro Dalla stessa parte mi troverai edito da SEM Libri)
- Il delitto di Lecce di Chiara Ingrosso (dal libro La regola di Nora edito da SEM Libri)

## Premi e riconoscimenti
- 2023 - Premio Candelaio - Città di Nola
- 2021 - Nastro d'argento[5] Candidatura a migliore soggetto - Rosa pietra stella
- 2021 - Finalista al Premio Letterario Caffè Corretto - Le creature
- 2019 - Premio Marzani: XII Premio internazionale
- 2017 - Vincitore del Premio Porta d'Oriente  - L'americano
- 2017 - Finalista al Premio Cortina d'Ampezzo  - L'americano
- 2014 - Vincitore del Premio Arena - Arredo casa e poi m'impicco
- 2008 - Selezione Libro Fahrenheit dell'anno di Rai Radio3 - Più male che altro
- 2008 - Finalista al Premio Zocca Giovani  - Più male che altro